# Nueva Visión para mi País
Nueva Visión para mi País (NUVIPA) es un partido político venezolano de doctrina cristiana, fundado en Caracas el 18 de julio de 2012.
Tras una intervención por parte del Tribunal Supremo de Justicia de Venezuela en 2020 el partido se dividió dos fracciones: una con una dirección impuesta por este ente la cual cuenta con tarjeta electoral, controlada por Humberto Padilla, y otra, con una dirección establecida por mecanismos internos del partido.

## Etimología
El nombre «NUVIPA» proviene de una supuesta inspiración divina que recibió el apóstol Raúl de esta organización. Posteriormente, el pastor Rafael Escobar miró en un espejo su franela de NUVIPA notando que se leía «APVINU» y lo asoció como un juego de letras del término hebreo avinu (אבינו), que quiere decir ‘Padre nuestro’.

## Ideología
La ideología política de NUVIPA está fundamentada en los principios espirituales, de vida y de sociedad expresados en la Biblia, teniendo como marco legal la Constitución de la República Bolivariana de Venezuela y el documento escrito en el año 2010 por más de 70 líderes cristianos de toda Iberoamérica, conocido como el «Pacto de Caracas».
En cuanto a su posición en el espectro, el partido afirma no apoyar ni a la izquierda ni a la derecha, y declara ser «centro radical».
Aunque es un movimiento que se identifica como de doctrina cristiana, no se identifican como un partido confesional o religioso, sino más bien como un movimiento político-social que con los principios del Reino de Dios ofrecen soluciones a los problemas que aquejan al país.[cita requerida]
Nuvipa es un movimiento político que postula como doctrina ideológica el nacionalismo cristiano, con un modelo de desarrollo de nación inclusivo y un proyecto nacional para hacer realidad la «Venezuela de grandeza» por la que lucharon nuestros libertadores y alcanzar las siempre anheladas aspiraciones sociales, económicas, institucionales y culturales del pueblo venezolano y sus futuras generaciones.[cita requerida]
El partido se opone al matrimonio entre personas del mismo sexo.

## Historia
El partido fue fundado en Caracas el 18 de julio de 2012.
Su primera participación electoral fue en las elecciones regionales de 2012, postulando 22 candidaturas propias para gobernador de cada estado, siendo Lara el único estado donde no postuló candidato alguno.
En las elecciones presidenciales de 2013, convocadas después del fallecimiento del presidente Hugo Chávez, NUVIPA postula a Eusebio Méndez quien obtuvo 19 497 votos (0,13 %), quedando en tercer lugar después de Nicolás Maduro y Henrique Capriles.
NUVIPA obtuvo 63 762 votos (0,57 %) a nivel nacional en las elecciones municipales de 2013, siendo la décima tarjeta más votada en Venezuela.
Este partido en las elecciones para la Asamblea Nacional del 6 de diciembre de 2015 encauzó aproximadamente 104 468 votos (sumatoria de los votos lista de todos los estados), convirtiéndose en la tercera fuerza más votada tras la Mesa de la Unidad (oposición) y el Polo Patriótico (oficialista). Algunos sectores del oficialismo han puesto en duda el origen de los fondos ante el auge publicitario de la organización, sin formalizar denuncias.[cita requerida]
En las elecciones regionales de Venezuela de 2017 postuló candidatos en los estados: Apure, Bolívar, Lara, Miranda, Tachira, Portuguesa, Nueva Esparta, Yaracuy, Falcón, entre otros. En estas elecciones postularon al candidato de izquierda Nicmer Evans para la Alcaldía del municipio Libertador de Caracas, en aquel momento de oposición chavista, ya hoy exchavista.
En agosto de 2020 el Tribunal Supremo de Justicia intervino en el partido para que un tercero ajeno a la organización inscribiera su tarjeta electoral para participar en las elecciones parlamentarias de ese año. Para estas elecciones, Nuvipa obtuvo 16 046 votos (0,26 %), quedando de último lugar y sin lograr obtener ningún curul.

## Diputados
El partido cuenta con representación en la Asamblea Nacional de Venezuela a través la diputada Zandra Castillo, incorporada a la cámara el 15 de octubre del 2019, luego de que los diputados principal y suplentes perdieran su investidura parlamentaria por asumir cargos ejecutivos en la gobernación del estado portuguesa. La diputada Zandra Castillo forma parte de NUVIPA desde el año 2017, luego de su renuncia al partido político Patria Para Todos.

## Resultados

### Presidenciales
| Año  | Candidato           | Votos  | %     | Resultado |
| ---- | ------------------- | ------ | ----- | --------- |
| 2013 | Eusebio Méndez (3°) | 19.497 | 0,13% | No electo |

### Parlamentarias
| Año  | Votos   | %     | Diputados |
| ---- | ------- | ----- | --------- |
| 2015 | 104.468 | 0,76% | 0/167     |
| 2020 | 16.046  | 0,26% | 0/227     |

### Regionales
| Año  | Votos  | %     | Gobernadores | +/- | Alcaldías | +/- |
| ---- | ------ | ----- | ------------ | --- | --------- | --- |
| 2012 | 13.813 | 0,15% | 0/23         |     |           |     |
| 2013 | 75.696 | 0,63% |              |     | 0/335     |     |
| 2017 | 36.540 | 0,33% | 0/23         |     |           |     |
| 2021 | 27.106 | 0,33  | 0/23         |     | 0/335     |     |